# Forces armées brésiliennes
Les forces armées brésiliennes (portugais : Forças Armadas Brasileiras) sont composées d'une armée de terre, d'une force aérienne et d'une marine. Avec 327 000 membres et une réserve de 1 115 000 hommes et femmes, les forces armées brésiliennes sont la plus importante force armée d'Amérique latine.
À l’échelle mondiale, elle compte parmi les 20 premières puissances militaires (17e) et représente la deuxième armée la plus importante du continent américain (derrière celle des États-Unis). Sous contrôle du ministère de la Défense, elle est sous le commandement direct du président du Brésil.

## Histoire

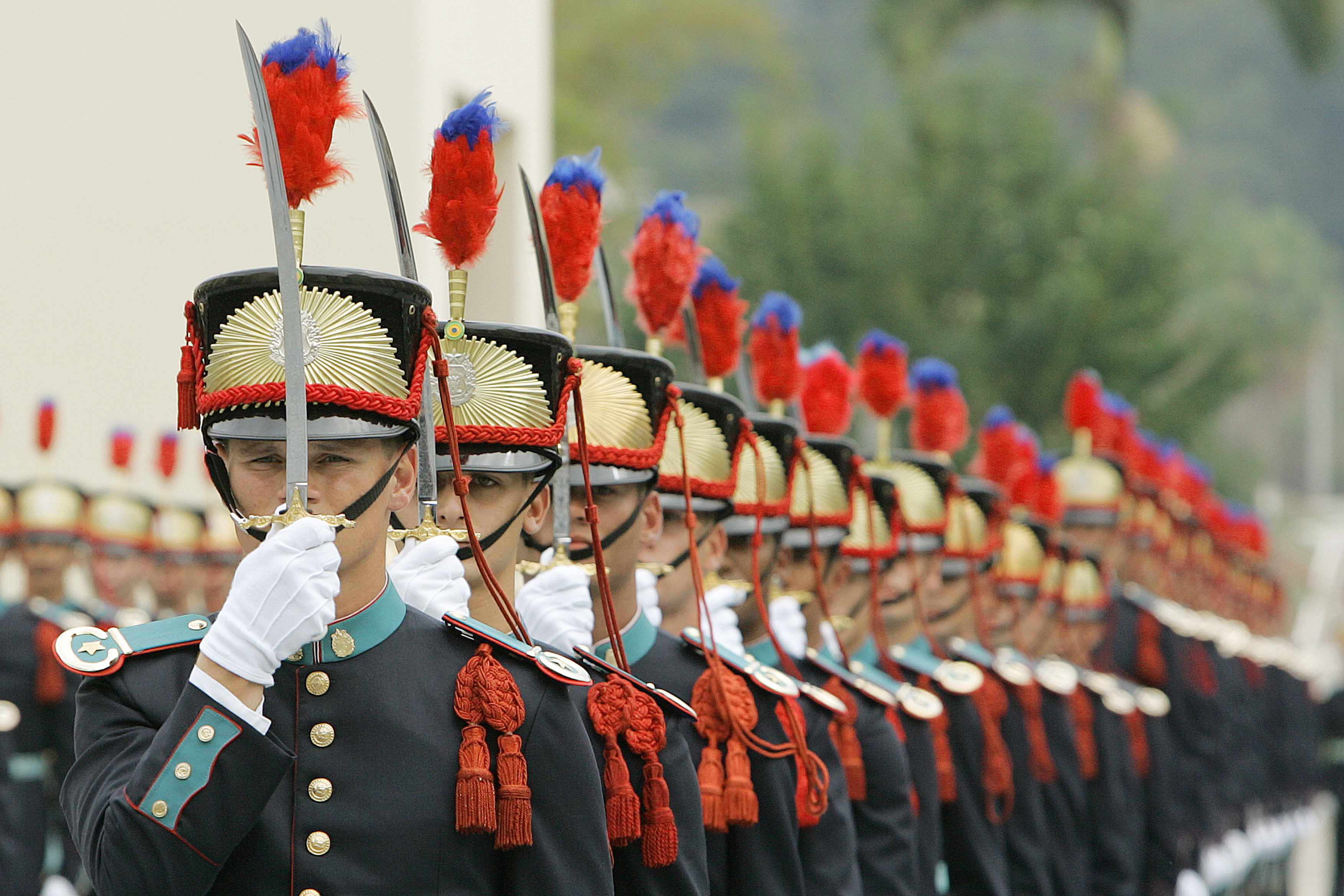
Cadets, Academia Militar das Agulhas Negras.

Les forces armées brésiliennes sont intervenues dans de nombreux conflits internes, révoltes, coups d'État et guerres avec des États étrangers :
- Conflits de l'Empire (Brésil)
- Conflits de la Période républicaine (Brésil)
- Invasion française
- Guerre néerlando-portugaise
- Guerre des sept Réductions
- Occupation de la Guyane par l'armée luso-brésilienne
- Conquête de la Bande orientale par l'armée luso-brésilienne
- Guerre d'indépendance du Brésil
- Confédération de l'Équateur
- Révolte des Mercenaires allemands et irlandais
- Guerre de Cisplatine
- Révolte des Malês
- Cabanagem
- Guerre des Farrapos
- Révolte de Sabinada (pt)
- Révolte de Balaiada
- Révolution de Praieira
- Guerre de la Plata
- Guerre uruguayenne
- Guerre de la Triple Alliance
- Révolte de l'Armada
- Révolution fédéraliste
- Guerre de l'Acre
- Guerre de Canudos
- Guerre du Contestado
- Première Guerre mondiale
- Révolte des lieutenants
- Révolution de 1930
- Révolution constitutionnaliste
- Soulèvement communiste de 1935
- Seconde Guerre mondiale
- Conflit de la langouste
- Coup d'État de 1964 au Brésil
- Operation Power Pack
- Guérilla de l'Araguaia
- Opération Traíra
- Mission des Nations unies pour la stabilisation en Haïti

### Seconde Guerre mondiale
Le Brésil sera le seul pays d'Amérique latine à envoyer des forces terrestres se battre contre les forces de l'Axe Rome-Berlin-Tōkyō. 25 000 militaires participeront à la campagne d'Italie.

### Depuis 1945
En 1952, l’École supérieur de guerre formalise les objectifs à long terme de l'institution militaire : alliance avec les États-Unis contre le communisme, projection vers le Pacifique afin de réaliser la « destinée manifeste » du pays, et contrôle de l'Amazonie. Durant la guerre froide, le budget de la défense représente environ 2 % du PNB.
Puisque les États américains sont alliés mutuellement (pacte de Bogotá, traité interaméricain d'assistance mutuelle), le Brésil ne se trouve face à aucune vraie menace extérieure. Ses capacités militaires sont en conséquence presque inutilisées. En 1964, le maréchal Castelo Branco crée le Centre d'instruction de la guerre dans la jungle qui servira de base d'entraînement aux techniques de la contre-insurrection, alors même que n'existe aucune guérilla ni mouvement armé de gauche à cette époque au Brésil. Le général français Paul Aussaresses y apprendra des cours de « guerre de jungle ». À partir de 1973, le centre a formé de nombreux officiers chiliens, argentins, uruguayens, etc., mais aussi français, pendant les années 1970.
Après la chute de la dictature militaire, le budget militaire passe depuis 1992 à environ 1,5 % du PNB. Un ministère de la défense est créé en 1989 rassemblant les ministères des trois armes autrefois totalement indépendants.
L’armée menace à plusieurs reprises d’intervenir dans les affaires politiques. En 1989, alors que la victoire de Luiz Inácio Lula da Silva à l'élection présidentielle était envisageable; des généraux font savoir qu'il « serait dommage, alors que le monde s'oriente vers le libéralisme, que le Brésil revienne à une forme archaïque de socialisme ». En mai 1993, alors que des manifestations se multiplient contre les coupes dans les dépenses sociales menées par le président Fernando Collor de Mello et les affaires de corruption le concernant, le général commandant de l'armée de l'air avertit qu'un « peuple qui ne respecte pas ses forces armées ne mérite pas d’être libre ».
Les milieux militaires et conservateurs affichent en outre leurs réticences devant les premières lois visant à protéger la forêt amazonienne. Des documents de l'école de commandement de l'armée de terre décrivent les réserves indigènes comme le prélude à une « balkanisation » de l’Amazonie qui donnera naissance à de petits îlots indigènes « facilement manipulables par les pays riches ». Quant à l’exigence écologique, elle faciliterait l’émergence de « normes internationales éloignées du vieux principe d’égalité de droit entre les États, de non-intervention et d’autodétermination des peuples ». En décembre 1991, l’ancien ministre des armées Leônidas Pires Gonçalves, dans un entretien donné à la presse, explique que le secrétaire d’État à l’environnement lui inspire « la même haine que celle qu’il avait éprouvée jadis pour le dirigeant communiste Luís Carlos Prestes ».
La période néolibérale des années 1990 restreint les ambitions de l'armée. Outre l’instabilité politique, le ralentissement économique « frappe de plein fouet l’industrie militaire brésilienne, jusque-là prospère, en lui infligeant un coup dont elle mettra du temps à se remettre », estime l’analyste Joám Evans Pim.
Des tensions sont apparues dans les années 2000 entre l'armée et gouvernement dirigé par Dilma Rousseff. L'universitaire Manuel Domingos Neto, spécialiste des questions militaires, note que celle-ci était détestée pour avoir fait partie d’une organisation révolutionnaire luttant contre la dictature : « Dans les casernes, elle était souvent appelée « Wandinha », son nom de résistante ». La présidente Rousseff a également encouragé l’enquête sur les crimes de la dictature par le biais de la Commission nationale de vérité.

## Rôle

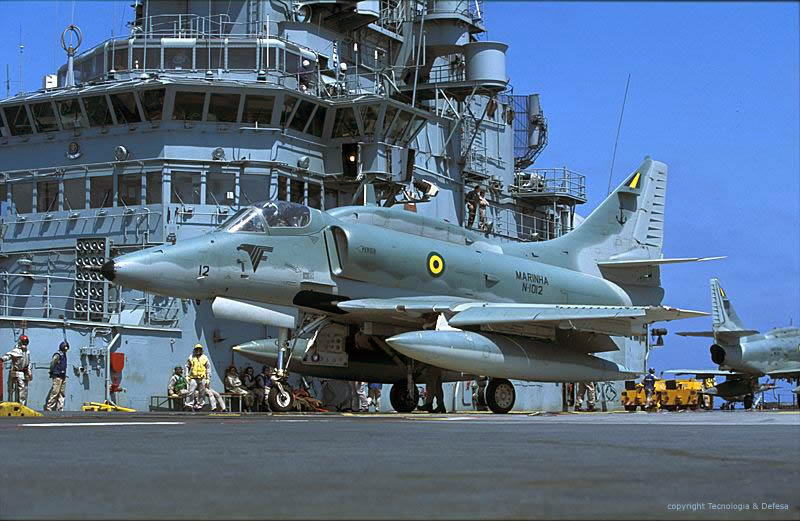
Skyhawk sur le NAe São Paulo

Les militaires brésiliens sont aussi employés en temps de paix aux missions de protection en cas de catastrophes, au service de sauvetage, ainsi qu'à des services scientifiques (sur la base antarctique Comandante Ferraz). Le Brésil assure le commandement de la mission de Paix MINUSTAH en Haïti de 6 000 hommes dont 1 200 Brésiliens, depuis le 1er juin 2004. Carlos Alberto Teixeira, professeur à l'École de guerre navale, souligne que « aucune menace classique ou conventionnelle » ne pèse sur le Brésil qui « n'a aucun contentieux frontalier » avec ses dix voisins tout au long de ses 17,000 km de frontières terrestres.
Sous la présidence de Lula da Silva, le Brésil se dote pour la première fois de son histoire d’une vision stratégique officielle de long terme, consignée dans un document intitulé « Stratégie nationale de défense », publié en 2008. Aux ambitions techniques le texte adjoint des réflexions économiques et sociales : « Le Brésil ne sera pas indépendant si une partie du peuple ne dispose pas des moyens d’apprendre, de travailler et de produire. » Le document considère que la lutte pour la souveraineté relève de considérations non seulement militaires, mais également économiques, sociales et géopolitiques.
En 2011, environ la moitié de l'équipement militaire est considéré comme obsolète. C'est la raison pour laquelle le gouvernement brésilien a décidé d'adopter une stratégie de renforcement de sa puissance militaire, ceci pour plusieurs raisons : posséder une armée digne d'un acteur international majeur (en 2011, le pays était devenu la 6e puissance économique devant le Royaume-Uni), protéger ses frontières et ses intérêts en cas de menace(s) extérieure(s), et conserver son leadership régional, d'autant que depuis quelques années, les pays d'Amérique Latine semblent être entrés dans une nouvelle course aux armements. Les dépenses militaires dans la région ont en effet atteint près de 40 milliards de dollars en 2008, soit une hausse de 36 % en cinq ans.
En septembre 2017, alors que le taux de popularité du président Michel Temer, cité dans plusieurs affaires de corruption, n'est que de 3 %, un général évoque une possible « intervention militaire » pour remédier à la « crise éthique et politico-institutionnelle » du pays. Alors qu'aucune sanction n'est prise à son encontre, ses propos suscitent la stupeur auprès d'une partie de la société civile et de l'opposition en raison du souvenir de la dictature militaire.
L'armée est capable d'influencer le fonctionnement de l'administration et de l'économie. L’École supérieur de guerre constitue son principal outil d'influence. Le centre a formé huit mille personnes entre 1949 et 2019, dont une moitié de civils. Parmi ces derniers, quatre présidents de la République, des ministres d’État et de nombreuses personnalités importantes du champ politique. Jair Bolsonaro, investi président en janvier 2019, nomme des militaires à certains des postes les plus importants de son gouvernement : à la Vice-présidence, à la Défense, aux Sciences, à la Technologie et aux Télécommunications, aux Mines et à l’énergie, et au Secrétariat à la présidence.

## Organisation
Il existe un service militaire pour les hommes à partir de 18 ans, d'une durée de neuf à douze mois. Le budget de la défense en 2009 s'élevait à 27,12 milliards de dollars américains soit environ 2,8 % du produit intérieur brut du Brésil, une valeur plutôt supérieure à la moyenne mondiale (La Chine a pour exemple un budget équivalant à 1,6 % de son PIB).
Depuis 2017, les soldats en service ne répondent plus de leurs actes devant la justice commune mais devant une justice militaire.
En 2017, l'Armée brésilienne est classée au 17e rang des vingt armées les plus puissantes de la planète. En Amérique, il s'agit de la seconde armée du continent, derrière les États-Unis. Les forces armées brésiliennes reposent sur trois grands piliers : l'armée de terre (Exército), la marine (Marinha) (dont l'infanterie et l'aviation) et la force aérienne (Força Aérea Brasileira, FAB). En 2009, le Brésil a signé avec la France l'accord militaire le plus important de son histoire dans le but d'améliorer et de rénover son industrie militaire. Cet accord s'élève a plus de 8 milliards d'euros.
Depuis quelques années, et au vu de l'importance grandissante de sa place sur la scène internationale, le Brésil s'est lancé dans l'acquisition de technologies militaires de pointe. En outre, il lui faut à la fois défendre son immense territoire - seize fois la France - contre les menaces terroristes et les trafics en tout genre, surveiller 8 500 km de côtes et 4,5 millions de km2 d'eaux territoriales, protéger ses richesses naturelles, notamment les gisements en eaux profondes.
C'est dans ce contexte qu'en 2009, le Brésil signe avec la France un accord militaire d'environ 8,5 milliards d´euros pour acheter de nouveaux sous-marins et hélicoptères. En septembre 2008, Brasilia a publié un plan de modernisation de la défense, où la France doit jouer un rôle crucial, comme en permettant à la marine brésilienne de se doter d'ici 2028 - selon les prévisions de 2017 - d'un sous-marin d'attaque à propulsion nucléaire.

### Armée de terre
Le Brésil a signé[Quand ?] avec l'Italie un accord portant sur 20 ans pour fabriquer sur le sol brésilien plus de 2.000 transports de troupes blindés.

### Force aérienne
Avec 50 000 militaires et plus de 1 000 aéronefs dont une centaine d'avions de combat, la Force aérienne brésilienne doit assurer le contrôle et la défense de l'espace aérien brésilien. Le transport du président du Brésil est assuré par une section spécial aérienne formée par la force aérienne.
Le Brésil doit renouveler d'ici à 2023 sa flotte aérienne militaire (entre 120 et 150 avions) en s'équipant notamment de 36 appareils de combat. Le 1er octobre, l'armée de l'air, qui était en négociation avec plusieurs pays pour l'acquisition de nouveaux engins aériens, a annoncé que son choix se portait sur trois avions de toute dernière génération : le F-18 Super Hornet de Boeing, le Gripen de Saab ou le Rafale français de Dassault. Le Gripen a finalement été choisi.
La France aide le Brésil à fabriquer 50 Super Cougar à Itajuba, dans l'État de Minas Gerais, où le constructeur brésilien Helibras (en) est installé depuis 1978. Le montant total de ce marché dépasserait le milliard de dollars. Les appareils équiperont les armées de terre, de l'air et la marine et la fin des livraisons, selon les prévisions de 2017, aura lieu en 2022
Le pays sud-américain a acheté 12 hélicoptères de combat Mi-35M russes livrés entre 2009 et décembre 2014.
De son côté, l'avionneur brésilien Embraer a développé l'avion de transport KC-390, destiné à remplacer l'Hercule C-130 américain. Le troisième constructeur aéronautique mondial prévoit de vendre 700 appareils de ce type, dont une centaine en Amérique du Sud et au Brésil.
Par ailleurs, les forces aériennes brésiliennes possèdent plus de 700 avions dont des F-5, des Mirage 2000 entre 2006 et 2013, les fameux Embraer EMB 312 et Embraer EMB 314, les Lockheed C-130 Hercules et les AMX International. En 2001, le ministère de la défense de la République française vend son porte-avions Foch aux Brésiliens. Il est rebaptisé São Paulo lors de la transaction.

### Marine
La marine brésilienne dispose de 210 navires et de 48 500 marins, organisées autour d'une unité d'infanterie de marine et d'une force aéronavale (à l'aide du NAe São Paulo)
L'accord conclu avec le gouvernement français pour la construction de quatre autres sous-marins de nouvelle génération à propulsion classique (diesel) de classe Scorpène a été conclu pendant la visite de N.Sarkozy à Rio de Janeiro en 2009. La France a également fourni la coque et l'informatique d'un autre Scorpène à propulsion conventionnelle fabriqué par le groupe DCNS-Thales. À partir de cette technologie, le Brésil pourra construire le prototype d'un sous-marin nucléaire.

## Budget de la défense
L'évolution du budget de la défense (avec salaires) brésilien en milliards de dollars US courant selon les données de la Banque mondiale est la suivante,,:
| Année | Budget de la défense | % du PNB | % dépenses publiques |
| ----- | -------------------- | -------- | -------------------- |
| 1989  | $ 8 761 486 966      | 2,69     |                      |
| 1990  | $ 9 236 296 955      | 2,36     |                      |
| 1991  | $ 6 694 665 295      | 1,96     |                      |
| 1992  | $ 4 993 804 467      | 1,52     |                      |
| 1993  | $ 7 099 899 155      | 1,93     |                      |
| 1994  | $ 10 591 499 118     | 2,02     |                      |
| 1995  | $ 14 318 919 608     | 1,86     |                      |
| 1996  | $ 14 073 226 545     | 1,65     | 4,33                 |
| 1997  | $ 13 934 266 552     | 1,58     | 4,09                 |
| 1998  | $ 14 357 357 047     | 1,66     | 4,06                 |
| 1999  | $ 9 866 973 919      | 1,65     | 4,16                 |
| 2000  | $ 11 344 032 535     | 1,73     | 5,02                 |
| 2001  | $ 10 930 231 568     | 1,95     | 5,39                 |
| 2002  | $ 9 664 561 903      | 1,90     | 4,87                 |
| 2003  | $ 8 392 905 884      | 1,50     | 3,67                 |
| 2004  | $ 9 780 111 585      | 1,46     | 3,83                 |
| 2005  | $ 13 588 619 736     | 1,52     | 3,83                 |
| 2006  | $ 16 404 867 307     | 1,48     | 3,78                 |
| 2007  | $ 20 485 758 015     | 1,47     | 3,90                 |
| 2008  | $ 24 452 903 036     | 1,44     | 3,85                 |
| 2009  | $ 25 648 809 911     | 1,54     | 4,15                 |
| 2010  | $ 34 002 944 470     | 1,54     | 3,86                 |
| 2011  | $ 36 936 209 896     | 1,41     | 3,76                 |
| 2012  | $ 33 987 005 074     | 1,38     | 3,70                 |
| 2013  | $ 32 874 787 231     | 1,33     | 3,55                 |
| 2014  | $ 32 660 239 369     | 1,33     | 3,45                 |
| 2015  | $ 24 617 701 683     | 1,37     | 3,55                 |
| 2016  | $ 24 224 746 901     | 1,35     | 3,40                 |
| 2017  | $ 29 261 833 097     | 1,41     | 3,69                 |
| 2018  | $ 28 177 406 872     | 1,47     | 3,90                 |
| 2019  | $ 25 906 871 197     | 1,38     | 3,70                 |
| 2020  | $ 19 591 209 004     | 1,36     | 3,17                 |
| 2021  | $ 19 187 122 475     | 1,19     | 3,28                 |